# 印度独立运动
印度獨立運動是指英國在印度的統治終結以及印度成為一個主權獨立的國家。 印度獨立運動可追溯至1857年印度起义。從1920年代開始，甘地的印度國大黨主張非暴力和公民抗命。錢德拉·玻色、巴格特·辛格、Bagha Jatin和蘇利耶·森等人則主張武裝革命。在二戰期間，印度國大黨的退出印度運動和由蘇巴斯·錢德拉·鮑斯領導的印度國民軍運動得到了日本的幫助。
1947年，《印度獨立法》頒布。1947年8月15日午夜，印巴分治，英属印度的歷史结束。1971年，東巴基斯坦宣布獨立，之後更名孟加拉國。

## 英國殖民

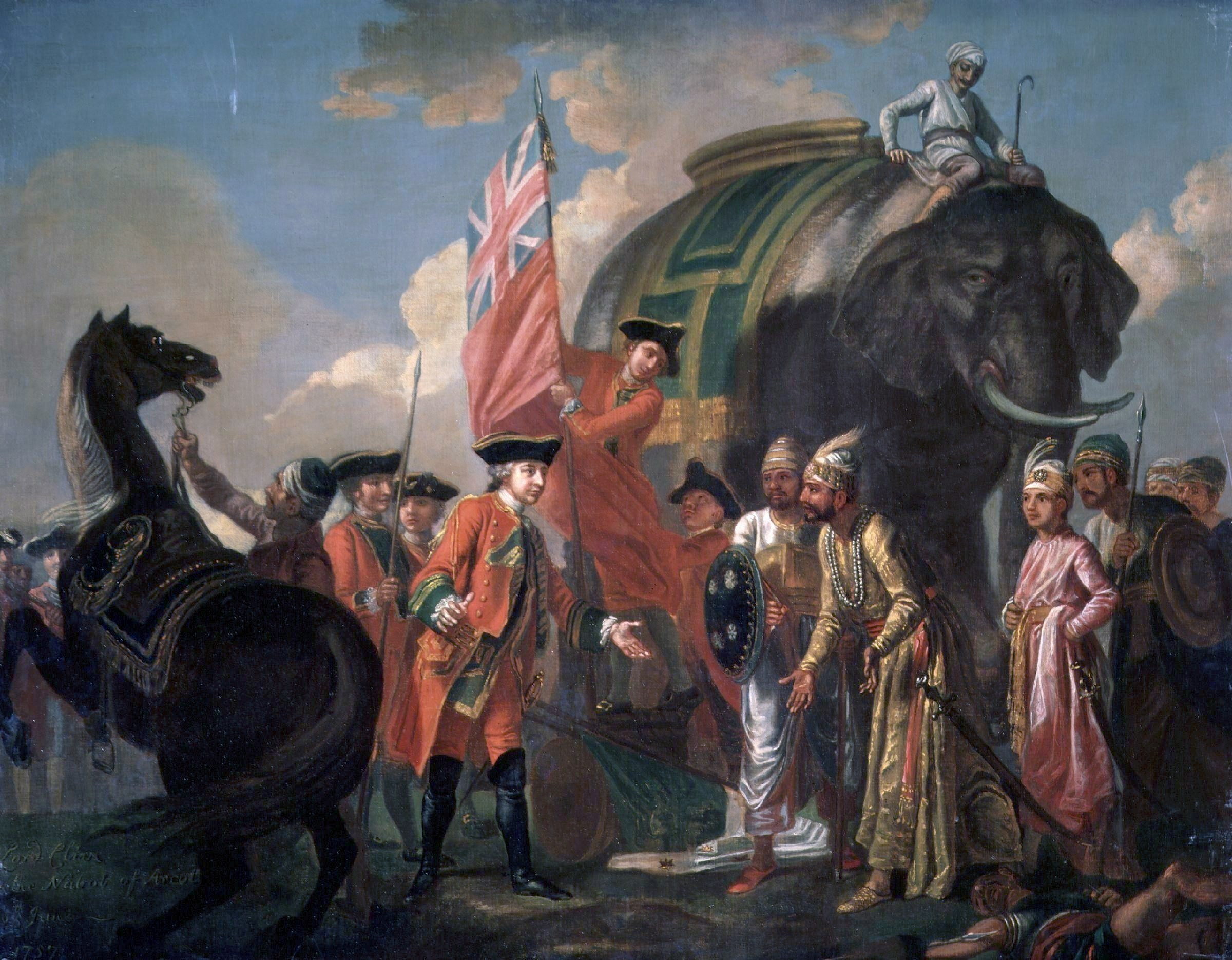
普拉西战役后的罗伯特·克莱武

1498年，欧洲商人来到印度海岸，当时的葡萄牙冒险家瓦斯科·达伽玛抵达卡利卡特港口，寻求有利可图的香料贸易。1757年普拉西战役中，罗伯特·克莱武率领英军击败葡萄牙驻孟加拉的行政长官，後續，由英国东印度公司接管印度。1765年的布克夏尔战役（Battle of Buxar）之后，英国东印度公司获得孟加拉、比哈尔和奥里萨的行政权。1839年，土邦主蘭季特·辛格逝世以後，他們強佔了旁遮普，之後又爆發第一次英国锡克战争（1st Anglo-Sikh War，1845–1846年）及第二次英国锡克战争（2nd Anglo-Sikh War，1848–49年）。

### 1857年前的地区性运动
1857年以前，已有一些宗教團體反對外國統治，如1770年代在孟加拉地区的僧侣起义、1787年的果阿策反 、孟加拉地区由提图米尔领导、反抗英国殖民统治的桑塔尔人（Santal）起义 、卡纳塔克邦基多尔起义（Kittur Rebellion） 、泰米尔纳德珀力加尔战争和索拉什特拉地区（Saurashtra）喀奇起义（Kutch Rebellion） 。不過他們並不團結，最終均以失敗告終。

## 有組織的運動的興起

### 1857年民族起義

印度民族大起义时期的诸土邦

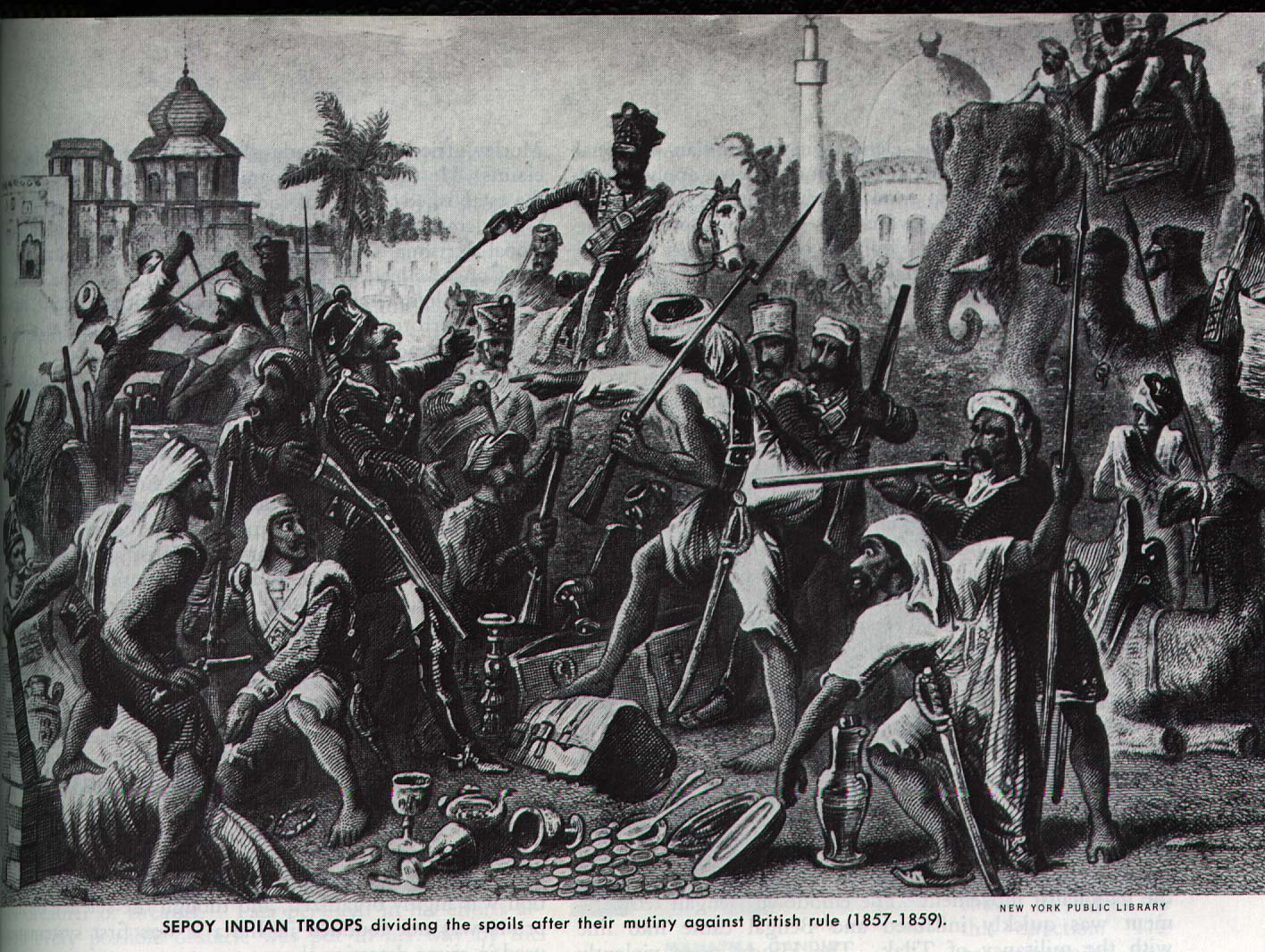
起义时期的兵变

1857年，镇压起义的战斗

印度第一次的獨立革命是在1857－1858年間，在印度中部及北部地區開始燃起的印度民族起义。

## 印度自治運動的最後過程

### 退出印度運動
「退出印度运动」（Bharat Chhodo Andolan）或「八月運動」「August Movement」是印度的一個公民抗命運動，於1942年8月間進行，響應甘地的號召爭取印度獨立。

### 皇家印度海軍起義
皇家印度海軍起義（或孟買兵變）是指1946年2月18日，皇家印度海軍的印度船員在孟買港舉行的大罷工以及兵變。當時皇家印度海軍不滿印度海軍的等級制度、種族主義而發動罷工。此外士兵還要求改善條件和食物。這次罷工馬上受到自由印度臨時政府控制區人民的聲援，孟買地區也發動為期一天的罷工以示支持，空軍和警察也加入罷工行列，繼而不列顛印度軍隊中的軍士也開始不服從英軍長官命令。印度的艦艇同時升旗了三面旗幟，分別為國大黨、穆斯林聯盟和共產黨的三大政黨的黨旗。

## 第二次世界大戰的影響

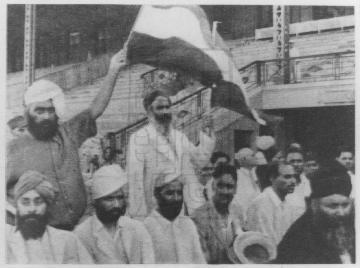
参加印度反英独立运动大会的在沪印度侨民

第二次世界大战期间，汪精卫政权统治下的上海曾举行印度反英独立运动大会，五百余名印度侨民代表出席大会。

## 印度的主權與劃分

### 獨立
1947年6月3日，印度总督路易斯·蒙巴顿子爵宣布英属印度分割为印度教徒佔多數的印度和穆斯林佔多數的巴基斯坦。8月15日（印度独立日）的午夜，印度成为一个独立国家，随后发生了印度教徒、穆斯林和锡克教徒之间的暴力冲突。新任總理尼赫鲁及副總理沙達·瓦拉漢·佩帖爾邀请蒙巴顿继续擔任印度总督。1950年1月26日，印度共和國正式成立，但仍然留在英聯邦內。巴基斯坦则保留君主制和总督至1956年巴基斯坦伊斯兰共和国成立。1971年，东巴基斯坦脱离巴基斯坦独立并更名为孟加拉国。
1952年，印度进行了首次大选，投票率超过62%，产生了世界上最大的发展中国家民主政府，這次選舉，國大黨取得勝利，尼赫鲁連任總理一職，並在此後確立國大黨對印度長期的領導地位。

## 延伸阅读
- Majumdar, R. C. History of the Freedom movement in India ISBN 978-0-8364-2376-1